# 可愛いだけじゃない式守さん
『可愛いだけじゃない式守さん』（かわいいだけじゃないしきもりさん）は、真木蛍五による日本の漫画作品である。『マガジンポケット』（講談社）にて2019年2月2日から2023年2月18日まで配信された。

## 作風・反響
男子高校生・和泉とその同級生・式守のやり取りを描いたラブコメディ。Twitter漫画から始まり、2019年2月から2023年2月まで『マガジンポケット』（講談社）で連載された。作者の真木は以前よりTwitterで、かわいさとかっこよさの二面性がある少女のイラストをアップしていたため、担当編集者から「かわいいだけじゃない女の子のマンガ」を描くことを勧められ、それがタイトルの由来にもなった。元々はTwitterで個人的に載せたもので連載化を想定していなかったこともあり、主人公たちはいきなり恋人同士からスタートしている。
初期はTwitterの設定に合わせて毎話4ページだったが、和泉のモノローグで始まり、式守の「イケメン顔」で終わるという毎回同じ構成になってしまった。そこで変化を加えるために、設定を増やしたため、徐々にページ数が増えていった。また、第1巻の頃は式守の「キメ顔」から殺意がにじみ出ていたが、世界観に合わないため穏やかな表情に代わっていった。
2020年10月に講談社の連載作品で、直近1年間で最も重版がかかったコミックス第1巻となった。インターネットを中心に支持を集め、「次にくるマンガ大賞」WEBコミック部門5位、「全国書店員が選んだおすすめコミック」一般部門8位、「みんなが選ぶTSUTAYAコミック大賞」9位を受賞した。初の長編であった第4巻の文化祭編では大きな反響があり、『マガジンポケット』のランキングで1位にもなった。読者の男女比はおよそ7:3で、少年向けラブコメとしては比較的女性の割合も高い。
2025年4月時点で累計発行部数は500万部を突破している。

## あらすじ
不幸体質の男子高校生・和泉くんは同級生の式守さんとつきあっている。普段の式守は可愛くて優しいが、和泉に訪れた危機や彼の言動に反応して男前なイケメン彼女に変身する。

## 登場人物
声の項は特記が無い限りテレビアニメ版の声優。

### 主人公とヒロイン
和泉 幽希（いずみ ゆうき）
声 - 梅田修一朗 / 山下大輝（2019年PV）
本作の主人公。男子高校生。1年2組→2年4組→3年3組所属。2月11日生まれ。定期テストで学年5位を取るほど成績優秀。両親からは「ゆう」と呼ばれている。
不幸体質でおとなしく、打たれ強い。その不幸体質は周囲からも有名で「不幸体質の地味メン」と言われることもある。その意外に逞しいメンタルで、周囲を唖然とさせたことも。遭遇する不幸は、笑い話程度で済まされる軽いものから命を落としてもおかしくないような深刻なものまで、大小様々である。ほぼ毎回大変な目にあっているが、いつも自分より他人のことばかり心配している。小学生の頃は、毎日怪我をして帰って来ることを、母・許子から心配されており、普段は髪で隠れているが、額には大きな傷が残っている。親の手伝いをよくしており、大体のものは作れるうえ、スモアと言ったデザートを作れるほど、料理スキルが高い。一見すると頼りなげだが、人の思いを大切にでき、誰かのために懸命になれる、芯の通った優しさの持ち主。また、素直で人のことは真っすぐに褒める。式守には、不幸から守ってもらってばかりだが、決してそこに甘えてはおらず「自分が式守を守らないと」という意識をもっている。事実、彼女が危ないと思うと、体を張って守ろうとする。ピュアな性格で、式守に対し中々大胆な行動をとれないが、大事な場面ではちゃんと勇気を見せる。また、よく式守にからかわれドギマギしているが、無自覚に大胆なことをして、逆に式守を悶えさせることも多い。不幸にへこたれない明るくポジティブな性格だが、中学時代までは不幸に負けてばかりいた暗くネガティブな性格で、他人を巻き込み傷つけることを恐れ、修学旅行当日に両親に風邪を引いたと嘘をついて欠席したこともある。和泉にとって式守は、そんな自分の日常や自分自身をも変えてくれたヒーローのような存在でもあり、彼女には深く感謝し大切に思っている。
おみくじは必ず大凶しか出ず、凶と大凶が同じものと思い込んでいた。
式守 都（しきもり みやこ）
声 - 大西沙織 / 早見沙織（2019年PV）
本作のヒロイン。和泉の恋人。1年2組→2年4組→3年3組所属。10月25日生まれ。身長は162cm。和泉ほどではないが成績優秀。猫崎からは「みっちょん」、和泉夫妻からは「みーちゃん」と呼ばれている。左利き。
普段は、清楚で可憐な大和撫子だが、和泉のピンチやふとした言動で、男前な一面が出てしまう。お人好しで、人を助けることを、特別な事とは思っていない節があり、彼女の格好良さは、その優しく誠実な人柄による部分も大きい。負けず嫌いで、勝負事にはすぐ乗り、やると決めたことは、強い意志をもって臨む一方で、意外と自分に自信がなく、心配症な一面もある。そうした面を、和泉にフォローしてもらうことも、しばしばある。
中学までは空手一筋で、全国大会に出場する程の腕前だった。そのこともあってか、運動神経が非常に良く、和泉に降りかかる不幸を、悉く防いでいる。現在は部活には入っていないようだが、スポーツ関連でかなり高い能力を発揮する。
和泉から「可愛くない」と言われて拗ねたり、和泉を馬鹿にしたクラスメイトを睨みつけたり、彼に対して純情な好意を寄せている。進路に悩む犬束の相談に乗るため、一週間付きっきりで和泉が犬束と接していた時は、あからさまに不機嫌な態度を見せる一方、謝ればすぐに許すなど、和泉とはただ一緒にいられるだけで笑顔になって楽しそうにしているが、それとは別に、恋人らしい事をしたいという願望も、強くもっていたりと、乙女な部分がある。恋愛に関しては、自分から動く時は大胆な一方で、逆になると途端に照れて、初心な反応をする。仲が深まる程、トキメキが増していく傾向があり、最近では和泉が絡むと、些細な事でもドキドキしてしまう。和泉の母と父のことを下の名前で「許子さん」「明貞さん」と呼ぶほど2人の心を掴んでおり、和泉から「年上キラー」と評されている。
和泉のためにお弁当を作った際に、「味蕾が吹き飛んだかと錯覚するくらいの壮絶な味」と評されるほど料理が苦手だったが、許子と料理教室に通った甲斐あって上達した。和泉のことはとても大切にしていて、陰に日向に助けている。
なお、歌は苦手。また、手先が不器用で裁縫をしようとすると、ボロボロにしてしまう。
幼少期は、兄や母の後を追いかけるばかりで、自分で行動を決める事が出来ず、主体性が見られなかったが、友達から借りた恋愛漫画を切っ掛けに、追いかけることをやめ、恋をするために「可愛い女の子」を目指すようになる。
高校受験の際に和泉と知り合い、風で飛んだ和泉の受験票を取るために木に登ったことで、「可愛い女の子」からかけ離れてしまい、下品に見られたと思い込んでいたが、当の和泉はそれを気にせず、怪我の心配をしていたことから、初めて単なる女の子として扱われたことで、和泉のことが気になるようになった。

### 主要人物
猫崎 享（ねこざき きょう）
声 - 松岡美里
和泉たちの同級生。式守の友人。2年4組→3年4組所属。3月21日生まれ。身長は166cm。式守からは「猫」と呼ばれている。バレー部所属で生粋の体育会系女子。人懐っこい性格で泣き上戸。非常に涙もろく、式守から自分と結が信頼を置く大切な友人であると告白された際に、ギャン泣きするほど感動した。運動会の男女混合リレーでは、八満が転倒しても起き上がり無事にバトンパスを行えたことに号泣した。
お菓子作りで計量をしようとしないなど、大雑把なところがある。
八満 結（はちみつ ゆい）
声 - 日高里菜
和泉たちの同級生。式守の友人。2年4組→3年4組所属。1月12日生まれ。身長は148cm。無表情でマイペースな印象を抱くが、周囲をよく観察している。常に目にハイライトが無くほとんど表情を動かさない。時折独特な言葉遣いをする。ゲーム好きなインドア派。ゲームで知り合い、後にリア友になった後輩の隼瀬は弟子のような存在である。「くまむし」と名乗っていた初心者の隼瀬をゲーマーとして育て上げただけあって知識、技術ともに相当なものを持っており、その腕前はかなり高い。その反面、体力は非常に少なく多少の運動ですぐに疲れ果ててしまう。
基本的に食事は甘味ばかり食べており、加えて普段から運動不足のため、体型が丸くなることがある。
投げる事に関しては一種の才能があり、玉入れでは複数まとめて投げた玉が全て網に入った。
犬束 秀（いぬづか しゅう）
声 - 岡本信彦
和泉たちの同級生。2年4組→3年3組所属。6月25日生まれ。猫崎や八満からは「犬」と呼ばれているが、本人は「束をつけろ」と突っ込んでいる。自分に素直な性格。遊ぶのは好きだが、真面目なためサボることには嫌悪感を抱いている。和泉から信頼を寄せられており自他ともに親友と認める関係だが、和泉が彼女である式守より親友である犬束を優先することも多々あるため嫉妬した式守からは一方的にライバル視されている。式守が不在もしくは和泉の元に向かえない際は代わりに和泉を守り、大抵和泉の代わりにボロボロになる。和泉の不幸に巻き込まれることが多いが、そのことで和泉に対して悪感情を抱いたことは無い。
自分に素直すぎて他人よりも自分の都合を優先し、自分勝手なところがある。しかし高校で和泉と出会い、関わっていくうちに他人の事を考えるようになり、同時に別れることに対して寂しさを感じるようになった。
獣医になることを目標としているが、そのためには地方の大学へ進学し和泉達と別れる必要があり、上記の寂しさからそのことを言い出せずにいた。
狼谷 藍（かみや あい）
声 - 福原綾香
和泉たちの同級生。3年3組所属。11月3日生まれ。高身長でバレー部のエース。クールで誰に対しても優しく接し、美人でもあるため、男女問わず好かれ、周囲にギャラリーができるほどの人気者。味覚音痴。自身の人気の高さゆえに周りとは少し距離をとっている。
和泉に好意を寄せているが、恋心を自覚する前に和泉が式守と付き合い始めてしまい、消化不良の状態に陥っている。式守と和泉の幸せを願う気持ちとの間で葛藤し、和泉への好意を押し殺そうとしていたところを式守から自分の気持ちを大切にするよう諭された。その事がきっかけで周囲とも徐々に打ち解けていく。
食事でよく噛むように指摘されてプリンを咀嚼するなど、クールに見えて天然な部分もある。

### 主人公とヒロインの家族
和泉 許子（いずみ もとこ）
声 - 篠原恵美
和泉の母で、明貞の妻。福井県出身。7月4日生まれ。マイペースな性格。和泉の不幸体質を心配しており、式守に「ゆうの不幸体質で愛想を尽かさないで欲しい」と懇願したところ、彼女から和泉を守り続けると宣言され、以降式守とは良好な関係を築いている。なお、許子自身も和泉ほどではないが不幸体質の持ち主で、和泉の不幸体質は母親譲り。
和泉 明貞（いずみ あきさだ）
声 - 楠見尚己
和泉の父で、許子の夫。8月13日生まれ。力持ちで、若い頃は1人で4人担げた。
式守 雅（しきもり みやび）
声 - 朴璐美
式守の母。眼光が鋭いが、生まれた時からこの表情であった。許子とは初売りセールの際に人混みの中、倒れそうになった許子を助けたことを機に友人関係となった。
式守 藤（しきもり ふじ）
声 - 下野紘
式守の兄。イケメンだが女性が苦手。少し犬束に似ていると式守には思われている。

### 学校関係者
猿荻（さるおぎ）
修学旅行の回から登場する。自由行動の班を作る際一人足りず和泉が連れてきた。当初は緊張しすぎて会話の中で大きな時差が発生したりして八満をツボらせた。車に轢かれた猫を自身も怪我をしながら救ったり、電車でおばあさんに席を譲るため電車一本逃し遅刻するなどということがあり少し不器用でとても優しい人と式守と和泉に認識された。修学旅行後はかなり打ち解けていた。
鯨 里歌（いさな りか）
犬束のバイト先の先輩で大学生。犬束のことを「秀ちゃん」と呼んでいる。頑張る人が好きで恋愛にあまり興味がない。周りからはおっかなく見られがち。大学の学費全てを自費で払い、成績は常にトップクラス。深夜までコーヒーの研究に勤しんでいる。
隼瀬 リサ（はやせ りさ）
中学時代に式守と出会って以来憧れている後輩。化粧やオシャレが好きだが、ルールだからと制限される校則に嫌気が差して自分自身も嫌いになろうとしていたところに式守に出会い、その時の会話をきっかけにルールの範囲で許されるオシャレを考える様になる。式守に憧れて同じ空手の道場に入って式守同様全国まで行ったり、同じ高校に入るため猛勉強をしたりするほどの努力家で、念願叶って高校で式守と再会する。
趣味はゲームで、CMを見て始めた『マッシュタウン』というオンラインRPGで出会った「ムキムキチョモランマ」というユーザーには受験勉強で一年離れていた時でも自分の復帰と合格を待っていてくれていた事に感謝していたが、実はその「ムキムキチョモランマ」の正体は八満で、お互いの正体を知ってからはリアルでも友人関係となった。

## 書誌情報
- 真木蛍五 『可愛いだけじゃない式守さん』 講談社〈KCデラックス〉、全20巻
  1. 2019年6月7日発売[76]、ISBN 978-4-06-516223-1
  2. 2019年9月9日発売[77]、ISBN 978-4-06-516891-2
  3. 2019年12月9日発売[78]、ISBN 978-4-06-518339-7
  4. 2020年3月9日発売[79]、ISBN 978-4-06-518777-7
  5. 2020年6月9日発売[80]、ISBN 978-4-06-519740-0
  6. 2020年10月9日発売[81]、ISBN 978-4-06-521020-8
  7. 2021年1月8日発売[82]、ISBN 978-4-06-522032-0
  8. 2021年4月9日発売[83]、ISBN 978-4-06-522880-7
  9. 2021年7月9日発売[84]、ISBN 978-4-06-524019-9
  10. 2021年10月8日発売[85]、ISBN 978-4-06-525745-6
  11. 2022年1月7日発売[86]、ISBN 978-4-06-526594-9
  12. 2022年3月9日発売[87]、ISBN 978-4-06-527271-8
  13. 2022年5月9日発売[88]、ISBN 978-4-06-527850-5
  14. 2022年7月8日発売[89]、ISBN 978-4-06-528383-7
  15. 2022年10月7日発売[90]、ISBN 978-4-06-529405-5
  16. 2022年12月9日発売[91]、ISBN 978-4-06-529948-7
  17. 2023年2月9日発売[92]、ISBN 978-4-06-530330-6
  18. 2023年2月9日発売[93]、ISBN 978-4-06-530742-7
  19. 2023年4月7日発売[94]、ISBN 978-4-06-531347-3
  20. 2023年4月7日発売[95]、ISBN 978-4-06-531348-0

## テレビアニメ
2021年1月にテレビアニメの製作が発表された。2022年4月10日から7月10日まで朝日放送テレビ・テレビ朝日系列『ANiMAZiNG!!!』枠ほかにて放送。
同系列では当初は2022年4月3日より放送予定だったが、トンガの噴火に伴う津波警報発令に関するANN報道特別番組放送によって前番組『怪人開発部の黒井津さん』の第2話以降の放送が1週順延となったため、本作も延期となった。
2022年4月8日、動画工房における新型コロナウイルス感染拡大による会社封鎖のため、本作の制作に影響が出る旨が発表された。これに伴い、5月21日から放送スケジュールを変更した。

### スタッフ
- 原作 - 真木蛍五[10]
- 監督 - 伊藤良太[10]
- 副監督 - 山中祥平[10]
- シリーズ構成 - 成田良美[10]
- キャラクターデザイン - 菊池愛[10]
- メインアニメーター - 納武史、尾辻浩晃、澤井駿、沢田犬二、宮原拓也[10]
- プロップデザイン - 松本恵[10]
- 色彩設計 - 伊藤裕香[10]
- 撮影監督 - 桒野貴文[10]
- 美術監督・美術設定 - 鈴木俊輔[10]
- 編集 - 木村佳史子[10]
- 音響監督 - 高寺たけし[10]
- 音響効果 - 宅間麻姫
- 音楽 - 堤博明[10]
- 音楽プロデューサー - 西村潤、中西秀樹
- 音楽制作 - NBCUniversal Entertainment Japan
- プロデューサー - 黒須礼央、元長聡、古川慎、日比政広、多田香奈子、西川夏海、黒須信彦、鎌田肇
- 制作プロデューサー - 小林涼、齊藤真吾
- アニメーション制作 - 動画工房[10]
- 製作 - 式守さん製作委員会[103]

### 主題歌
「ハニージェットコースター」
なすお☆によるオープニングテーマ。作詞はなすお☆、作曲はまどくん、編曲はSoCo。
「Route BLUE」
中島由貴によるエンディングテーマ。作詞は真崎エリカ、作曲・編曲はsky_delta。

### 各話リスト
| 話数 | サブタイトル             | 脚本     | 絵コンテ            | 演出                         | 作画監督                                                                              | 総作画監督        | 初放送日       |
| ---- | ------------------------ | -------- | ------------------- | ---------------------------- | ------------------------------------------------------------------------------------- | ----------------- | -------------- |
| #01  | 僕の彼女はとてもかわいい | 成田良美 | 伊藤良太            | 伊藤良太                     | 渥美智也 山野雅明 板倉健 武藤幹 室田雄平                                              | 菊池愛            | 2022年 4月10日 |
| #02  | 風雲、球技大会！         | 千葉美鈴 | 山中祥平            | 山中祥平 金成旻              | 宮原拓也 降籏秀吉 長尾圭悟 久保茉莉子 板倉健                                          | 渥美智也          | 4月17日        |
| #03  | 不幸のち、晴れ           | 成田良美 | 大西健太            | 大西健太                     | 澤井駿 納武史 近藤優次 松本朋之                                                       | 武藤幹            | 4月24日        |
| #04  | 立夏、それぞれの想い     | 山田由香 | 上坪亮樹            | 上坪亮樹                     | 歩宇 近響子 中尾和麻 山野雅明 西川絵奈                                                | 室田雄平          | 5月1日         |
| #05  | ウキウキ川あそび！       | 千葉美鈴 | 吉川博明            | 竹内崇                       | 久保茉莉子 宮原拓也 板倉健 長尾圭悟 歩宇 佐藤修太 ウクレレ善似郎                      | 菊池愛            | 5月8日         |
| #06  | 夏ぞ隔たる花火かな       | 山田由香 | 伊藤良太 山中祥平   | 守田芸成                     | 近響子 中尾和麻 澤井駿 納武史 板倉健                                                  | 渥美智也          | 5月15日        |
| #07  | 文化祭Ⅰ                  | 千葉美鈴 | 吉川博明            | 金正旻                       | 山野雅明 久保茉莉子 熊谷勝弘 板倉健 長尾圭悟 近藤優次 松本朋之                        | 武藤幹            | 5月29日        |
| #08  | 文化祭Ⅱ                  | 千葉美鈴 | 大西健太 伊藤良太   | 大西健太 桒野貴文 [ 注釈 2 ] | Nicca [ 注釈 2 ] ウクレレ善似郎 近藤優次 松本朋之 歩宇 佐藤修太 納武史 澤井駿         | 平山寛菜          | 6月5日         |
| #09  | 無邪気さと不器用さ       | 山田由香 | 吉川博明            | 上坪亮樹                     | 久保茉莉子 中尾和麻 長尾圭悟 板倉健 近響子 近藤優次 松本朋之                          | 室田雄平 渥美智也 | 6月19日        |
| #10  | 勝ちたい気持ち           | 千葉美鈴 | 原口浩              | 原口浩 守田芸成 竹内崇       | 山野雅明 久保茉莉子 納武史 澤井駿 歩宇 佐藤修太 ウクレレ善似郎                        | 菊池愛 武藤幹     | 6月26日        |
| #11  | 可愛いだけじゃない       | 伊藤良太 | 伊藤良太            | 伊藤良太                     | 渥美智也 長尾圭悟 近響子 板倉健 中尾和麻                                              | 渥美智也          | 7月3日         |
| #12  | 夢よりも                 | 成田良美 | 吉川博明 猫富ちゃお | 上坪亮樹 猫富ちゃお          | 武藤幹 久保茉莉子 歩宇 佐藤修太 澤井駿 板倉健 中尾和麻 ウクレレ善似郎 山野雅明 納武史 | 武藤幹 菊池愛     | 7月10日        |

### 放送局
| 放送期間                | 放送時間                     | 放送局                                                       | 対象地域 | 備考                                 |
| ----------------------- | ---------------------------- | ------------------------------------------------------------ | -------- | ------------------------------------ |
| 2022年4月10日 - 7月10日 | 日曜 2:00 - 2:30（土曜深夜） | 朝日放送テレビ（幹事局） をはじめとする テレビ朝日系列全24局 | 日本国内 | 『ANiMAZiNG!!!』枠                   |
| 2022年4月13日 - 7月13日 | 水曜 23:00 - 23:30           | AT-X                                                         | 日本全域 | CS放送 / 字幕放送 / リピート放送あり |
| 2022年4月16日 - 7月16日 | 土曜 2:00 - 2:30（金曜深夜） | BS12 トゥエルビ                                              | 日本全域 | BS放送 / 『アニメ26』枠              |

インターネットでは地上波放送後にABEMAが独占先行配信を実施する。そのほか2022年4月15日以降より毎週金曜2時30分（木曜深夜）にdアニメストア、Netflix、Amazon Prime Video、U-NEXT、アニメ放題、FOD、バンダイチャンネル、Hulu、TELASA、auスマートパスプレミアム、J:COMオンデマンド、milplus、ひかりTV、WOWOWオンデマンド、TVer、ビデオマーケット、music.jp、DMM.com、GYAO!ストア、HAPPY!動画、ニコニコチャンネル、Rakuten TVにて順次配信される。
| 朝日放送テレビ・テレビ朝日系列 ANiMAZiNG!!! | 朝日放送テレビ・テレビ朝日系列 ANiMAZiNG!!! | 朝日放送テレビ・テレビ朝日系列 ANiMAZiNG!!! |
| 前番組                                      | 番組名                                      | 次番組                                      |
| ------------------------------------------- | ------------------------------------------- | ------------------------------------------- |
| 怪人開発部の黒井津さん                      | 可愛いだけじゃない式守さん                  | 最近雇ったメイドが怪しい                    |

### BD / DVD
| 巻 | 発売日         | 収録話          | 規格品番  | 規格品番  |
| 巻 | 発売日         | 収録話          | BD限定版  | DVD限定版 |
| -- | -------------- | --------------- | --------- | --------- |
| 1  | 2022年6月29日  | 第1話 - 第2話   | GNXA-2391 | GNBA-2851 |
| 2  | 2022年7月29日  | 第3話 - 第4話   | GNXA-2392 | GNBA-2852 |
| 3  | 2022年8月31日  | 第5話 - 第6話   | GNXA-2393 | GNBA-2853 |
| 4  | 2022年9月28日  | 第7話 - 第8話   | GNXA-2394 | GNBA-2854 |
| 5  | 2022年10月28日 | 第9話 - 第10話  | GNXA-2395 | GNBA-2855 |
| 6  | 2022年11月30日 | 第11話 - 第12話 | GNXA-2396 | GNBA-2856 |

### 関連書籍
- ポストメディア編集部（編） 『TVアニメ 可愛いだけじゃない式守さん オフィシャルファンブック』 一迅社、2022年10月7日発売[111]、ISBN 978-4-7580-1790-9

## コラボレーション
先輩がうざい後輩の話
2021年10月に同制作会社のためコラボが実施された。両原作者によるポスターがX（旧Twitter)にてプレゼントキャンペーンが実施された。
最近雇ったメイドが怪しい
2022年7月10日に同じANiMAZiNG!!!枠としてコラボされた。X（旧Twitter）にてプレゼントキャンペーンが実施された。
カラオケの鉄人
2022年8月1日より、コラボが実施された。コラボドリンクやグッズが発売された。
東京タワー
2022年10月6日から同年10月19日の期間でコラボが実施された。コラボグッズが発売され、フォトスポットが設置されていた。
Tカード
2022年11月以降にコラボが実施された。カードのデザインを変更できるもの。同時にオリジナルグッズも発売された。
日本赤十字社
2023年2月21日から同年3月31日の間にコラボが実施された。献血を行うとオリジナルクリアファイルが配布された。また、アニメイトが連動して対象商品を購入するとクリアファイルと合わせたブロマイドが配布された。